# Arlebosc
Arlebosc település Franciaországban, Ardèche megyében. Lakosainak száma 361 fő (2022. január 1.). Arlebosc Bozas, Boucieu-le-Roi, Le Crestet, Empurany és Saint-Félicien községekkel határos.

## Népesség
A település népességének változása:
| Lakosok száma | 479  | 378  | 360  | 342  | 331  | 329  | 331  | 326  | 324  | 361  |
|               | 1968 | 1982 | 1990 | 2006 | 2013 | 2015 | 2017 | 2019 | 2020 | 2022 |